# マンモス佐々木
マンモス佐々木（まんもす ささき、本名：佐々木 嘉則（ささき よしのり）1974年7月23日 - ）は、日本のプロレスラー、東関部屋所属の元大相撲力士。大相撲時代の四股名は浪速 嘉則（なみわ よしのり）。

## 来歴
1993年1月場所に東関部屋から初土俵を踏み、四股名を若佐々木、浪速と改名し、横綱・曙の付き人も務めた。最高位は三段目98枚目。大相撲時代の体格は、身長184cm、体重119kg。
相撲廃業後はFMWに入団。1997年12月8日の愛知県岡崎市体育館興行での対中川浩二戦でプロレスデビュー。
FMW所属レスラーとして名を馳せていたが、そのFMW解散のあと、2002年より、WMFの看板選手として活躍。2003年には、天龍源一郎と出会い、彼との対戦は有名で、その際マンモスは天龍を「固い、固い岩だった」と語っている。WMF退団後は、アパッチプロレス軍のメンバーに。
この頃、趣味であるレトロ玩具を売買する店「ガキ大将」をオープンした。2年ほどで店舗は閉店し、通信販売のみで続けてきたが、現在は廃業している。
その後大日本プロレスにてシャドウWXをパートナーに迎え、重量級タッグ「チームあんこ型」を結成。BJW認定タッグ王座への挑戦を要求し続け、遂に2006年、そのタッグ王座を賭けてチャンピオン「マッスル＆ファットです。」（アブドーラ小林、関本大介）との対戦が実現。シャドウWXが関本を垂直落下式ブレーンバスターで退け、遂にBJW認定タッグ王座に輝いた。その後は12月3日横浜文体で関本大介・佐々木義人 (プロレスラー)組に敗れるまで4度の防衛戦に勝利。
一方でアパッチ主催興行では、関本大介とのパワーファイター対決を繰り広げ、インディー屈指の名勝負とも言われるようになる。2007年以降は関本とチームを組むこともあり、7月には関本と中西学との抗争に関連した6人タッグマッチにも、大日本サイドとして参加。
BJWタッグベルト陥落を機に、2007年にシングルプレーヤーへの転向を決断。2月2日小島聡と対戦、大健闘するも敗北。2月4日真壁刀義の持つWEWヘビー級王座に自身に有利な金網デスマッチルールで挑戦したが敗北した。その後、抗争を繰り広げていた井上勝正の要請に応え、関本・佐々木義人のBJWタッグベルトに再挑戦したが、こちらも敗北した。しかし、9月23日アパッチ後楽園大会にて、再度新日本に流出してしまったWEWヘビー級ベルトを矢野通から奪還。2008年7月12日に石井智宏に敗れるまで、5回の防衛に成功。WEWヘビー陥落直後も自らの申し出により、KAIENTAI-DOJOに流れたBJWタッグ王座奪還に関本大介と共に成功した。
2009年大日本最侠タッグリーグ戦にチャンピオンチームとして参戦中の2月28日に、交通事故に巻き込まれ頸椎挫傷の怪我を負ってしまい、体調を憂慮した大日本側から以後の試合出場を見合わせられる。結果的にリーグ戦途中棄権になってしまったことに責任を感じた本人の意思でBJWタッグ王座を返上した。
怪我の療養中に、所属しているアパッチプロレス軍が解散。後に佐々木貴や葛西純は新団体「プロレスリングFREEDOMS」を旗揚げするが、怪我の療養中である事を理由に入団を保留した。
2010年3月10日、FREEDOMS大会のリングに登場し復帰を宣言。6月21日FREEDOMS後楽園大会、関本大介とのシングル戦にて復帰を果たした後、7月1日付けでFREEDOMSに入団した。
2013年にFREEDOMSで勃発した大仁田厚と邪道軍との抗争では元FMWだったため邪道軍側に加わったが、抗争の終結で再び本隊に戻り活動している。また杉浦透の熱烈なアピールでKFCタッグ王座争奪リーグのパートナーとなりマンモスギボンバーズというチームで決勝まで進出するも敗北。
2014年10月16日、元付き人の曙とタッグで対決する。曙をブレーンバスターで投げ捨てるが曙のパートナー大森隆男がマンモスのパートナーGENTAROにアックスボンバーを決めて勝利する。
12月25日には曙とのシングル対戦が実現し、ハードコアルールで臨んだが敗れてしまった。

## 戦績

### 総合格闘技
| 総合格闘技 戦績 | 総合格闘技 戦績 | 総合格闘技 戦績 | 総合格闘技 戦績 | 総合格闘技 戦績 | 総合格闘技 戦績 | 総合格闘技 戦績 |
| --------------- | --------------- | --------------- | --------------- | --------------- | --------------- | --------------- |
| 1 試合          | (T)KO           | 一本            | 判定            | その他          | 引き分け        | 無効試合        |
| 0 勝            | 0               | 0               | 0               | 0               | 0               | 0               |
| 1 敗            | 0               | 1               | 0               | 0               | 0               | 0               |

| 勝敗 | 対戦相手         | 試合結果                 | 大会名   | 開催年月日    |
| ×    | キム・ジョンワン | 1R 0:25 フロントチョーク | THE BEST | 2002年2月22日 |

## 得意技
- チョークスラム
- ラリアット
- アッサムボム（パワーボム）
- マンモスバスター
- マンモスドライバー
- 29歳（変型垂直落下式ブレーンバスター・天龍源一郎の決め技である「53歳」から取った技名）
- マンモスホームラン（相手の首にイスをかけ、もう1脚のイスで思いっきり叩く凶悪技）

## タイトル歴
- WEWヘビー級王座
- WEWハードコア王座
- WEWハードコアタッグ王座
- WEWタッグ王座
- BJW認定タッグ王座
- KING of FREEDOM WORLD TAG王座

## 入場曲
- FMWのテーマ（リミックス）